# 武漢体育学院
武漢体育学院（英語: Wuhan Institute Of Physical Education）は、中国湖北省武漢市洪山区珞喩路461号に本部を置く中国の公立大学。1953年創立、1953年大学設置。
大学の略称は武漢体院。2014年時点では、学校の面積は1398畝、建築面積は60万平方メートル、生徒数約11000余余人、本科生10000余人、研究生1000余人、教職員400余人。

## 略歴
- 武漢体育学院の起源となる中南体育学院を江西省人民政府が設立。

- 1955年、湖北省武漢市に移転。

- 1956年、「武漢体育学院」と改称。

## 基礎データ
- 所在地
  - 湖北省武漢市洪山区珞喩路461号

- 校訓
  - 「公勇誠毅、学思辨行」

## 組織
「学院」も「系」も日本の大学の学部にほぼ相当する。「学部」は「学院」と「系」の上の編成で、実体はなく、日本の「学部」とは位置付けが異なっている。妙訳がないのでそのまま記す。
- 体育教育学院
- 運動訓練学院
- 体育経済管理学院
- 健康科学学院
- 武術学院
- 体育新聞伝播学院
- 体育芸術学院
- 体育工程と信息技術学院

## 附属機関

### 附属図書館
- 武漢体育学院図書館 - 蔵書数は全館合計で約97万冊

## 大学の人物一覧

### 教授
- 学長：呂万剛
- 党委書記：黄浩軍

### 歴代学長
| 任期                  | 歴代学長 | 注 |
| --------------------- | -------- | -- |
| 1953年12月—1955年7月  | 呂梁     |    |
| 1957年2月-1966年      | 孫耀華   |    |
| 1978年10月—1981年11月 | 楊致遠   |    |
| 1981年11月-1983年12月 | 戴光     |    |
| 1983年12月—1991年10月 | 鍾添発   |    |
| 1993年9月—2001年4月   | 葉国雄   |    |
| 2001年9月—2003年4月   | 陳偉     |    |
| 2003年5月—2006年11月  | 楊鵬飛   |    |
| 2013年7月—            | 呂万剛   |    |

### 歴代書記
| 任期                                                                                | 歴代書記 | 注 |
| ----------------------------------------------------------------------------------- | -------- | -- |
| 1955年8月—1957年4月 1957年4月—1959年1月 1959年10月—1972年12月 1972年12月—1983年12月 | 楊致遠   |    |
| 1959年1月-1959年10月                                                                | 周宏明   |    |
| 1983年12月—2001年9月                                                                | 陳宏縁   |    |
| 2001年9月—2007年8月                                                                 | 劉淦清   |    |
| 2007年8月—                                                                          | 黄浩軍   |    |

## 対外関係
- アメリカ合衆国
  - ボール州立大学
  - en:Springfield College (Massachusetts)
  - en:Georgia State University

- ドイツ
  - バイロイト大学
  - ミュンヘン連邦軍大学

- イギリス
  - en:University of Portsmouth
  - en:University of the West of England

- 台湾
  - 国立台湾体育運動大学
  - 明新科技大学
  - 台北市立体育学院
  - 台中市立体育学院

- 香港
  - 香港体育学院
  - 香港教育学院

- 韓国
  - 湖南大学校

- オーストラリア
  - オーストラリア国立スポーツ研究所
  - ビクトリア大学 (オーストラリア)
  - グリフィス大学